# Arrest Onverlichte brommer
Het arrest Onverlichte brommer (HR 1 mei 1973, NJ 1973/399) is een arrest van de Nederlandse Hoge Raad dat van belang is voor het leerstuk van schuld in het strafrecht.

## Casus en procesgang
Een automobilist rijdt in het donker met dimlicht op een openbare weg buiten de bebouwde kom. De weg is niet verlicht en er is geen apart fiets- of voetpad aanwezig. Hij rijdt met een snelheid van ongeveer 100 km per uur, ziet te laat een onverlichte bromfietser met duorijder die dezelfde kant op gaan en kan hen niet meer ontwijken. Bij de botsing is de passagier op de bromfiets vrijwel op slag dood, de bestuurder raakt ernstig gewond.
De automobilist wordt voor de rechtbank vrijgesproken, maar door het hof veroordeeld ter zake van wegens een aan schuld te wijten verkeersongeval, waarbij een ander wordt gedood resp. zwaar lichamelijk letsel oploopt (thans in art. 6 WVW 1994). Hiertegen gaat verdachte in cassatie. Het cassatieberoep wordt verworpen.

## Rechtsvraag
In het cassatiemiddel wordt aangevoerd dat verdachte geen schuld treft, aangezien de bromfietser een grove verkeersfout maakte door onverlicht op een dergelijke weg te rijden.

## Hoge Raad
De Hoge Raad oordeelt ten aanzien van het middel:

dat (...) aldus (...) wordt miskend dat, naar de ervaring leert, er een niet te verwaarlozen kans bestaat dat op wegen, waarvan de rijbaan ook bestemd is voor langzaam verkeer, ten tijde dat lichten moeten worden gevoerd zich fietsers of bromfietsers voortbewegen die niet zijn voorzien van een behoorlijk lichtgevend achterlicht, hetgeen medebrengt dat bestuurders van auto's onder voormelde omstandigheden er op bedacht behoren te zijn dat zich op de door hen gevolgde rijbaan fietsers of bromfietsers kunnen bevinden die, door welke oorzaak dan ook, niet zijn voorzien van een behoorlijke achterverlichting;
dat het middel derhalve faalt;

## Relevantie
Uit het arrest blijkt dat een automobilist met gedimd licht gehouden is niet te snel te rijden en dat hij derhalve ook schuld heeft wanneer hij wegens zijn hoge snelheid een (brom)fietser niet tijdig kan ontwijken.